# Aljaksandr Schuryk
Aljaksandr Aljaksandrawitsch Schuryk (belarussisch Аляксандр Аляксандравіч Журык; * 29. Mai 1975 in Minsk, Weißrussische SSR, Sowjetunion) ist ein ehemaliger belarussischer Eishockeyspieler, der an den Olympischen Winterspielen 1998 und 2002 teilnahm und nunmehr als Trainer tätig ist.

## Karriere
Aljaksandr Schuryk begann seine Karriere als Eishockeyspieler bei Chimik Nawapolazk, wo er als 17-Jähriger in der Wysschaja Liga debütierte. Beim NHL Entry Draft 1993 wurde er von den Edmonton Oilers in der siebten Runde als insgesamt 163. Spieler ausgewählt. Nachdem ihn die Kingston Frontenacs im selben Jahr beim CHL Import Draft an 37. Stelle gezogen hatten, wechselte er zu dem Klub aus der kanadischen Juniorenliga Ontario Hockey League. 1995 wechselte er in das System seines NHL-Draftvereins, wurde beim Farmteam Cape Breton Oilers in der American Hockey League eingesetzt und für das AHL All-Star Classic nominiert. Anschließend zog er mit dem Team, das sich nun Hamilton Bulldogs nannte nach Ontario um. 1998 wechselte er zum HK Dynamo Moskau in die russische Superliga, kehrte aber bereits nach einem Jahr nach Hamilton zurück. 2000 ging er endgültig nach Osteuropa. Dabei spielte er zunächst für verschiedene russische Vereine. Im Frühjahre 2005 zog es ihn seine Heimatstadt, wo er zunächst beim HK Junost Minsk die Saison beendete und mit dem Klub Belarussischer Meister wurde. Anschließend spielte er von 2005 bis 2008 beim HK Dinamo Minsk, mit dem er 2007 ebenfalls Meister und 2006 und 2007 Pokalsieger wurde. In der Saison 2008/09 ließ er seine Karriere bei Krylja Sowetow Moskau in der Wysschaja Hockey-Liga ausklingen.

### International
Für Belarus nahm Schuryk im Juniorenbereich an der U18-C-Europameisterschaft 1993 und der U20-C1-Weltmeisterschaft 1995 teil.
Im Seniorenbereich lief er für Belarus bei den Weltmeisterschaften 1999, 2001, 2003, 2005, 2006, 2007 und 2008 auf. Nach dem zwischenzeitlichen Abstieg spielte er 2002, als der sofortige Wiederaufstieg gelang, in der Division I. Zudem vertrat er seine Farben 1997 und 2001 bei den erfolgreichen Olympiaqualifikationen und den Winterspielen in Nagano 1998, bei der die Mannschaft Siebter wurde, und in Salt Lake City 2002, als mit Platz vier die bislang beste Platzierung der Belarussen heraussprang.

## Trainerlaufbahn
Im Anschluss an seine aktive Karriere startete Schuryk eine Trainerlaufbahn ein. Bei der Weltmeisterschaft 2015 war er für den belarussischen Eishockeyverbandes als Assistenztrainer der Nationalmannschaft tätig. Seit 2015 arbeitet er in Russland, wo er seit 2023 Cheftrainer des HK Tambow in der Wysschaja Hockey-Liga ist.

## Erfolge und Auszeichnungen
| - 1996 Teilnahme am AHL All-Star Classic - 2005 Belarussischer Meister mit dem HK Junost Minsk - 2006 Belarussischer Pokalsieger mit dem HK Dinamo Minsk | - 2006 Belarussischer Vizemeister mit dem HK Dinamo Minsk - 2007 Belarussischer Pokalsieger mit dem HK Dinamo Minsk - 2007 Belarussischer Meister mit dem HK Dinamo Minsk |

### International
- 1993 Aufstieg in die B-Gruppe bei der U18-C-Europameisterschaft
- 2002 Aufstieg in die Top-Division bei der Weltmeisterschaft der Division I, Gruppe A